# Kunjo
Kunjo (Nepali कुन्जो) ist ein Dorf und ein Village Development Committee im Distrikt Mustang im oberen Flusstal des Kali Gandaki.
Der Ort Kunjo liegt auf einer Höhe von 2570 m auf der östlichen Uferseite des Kali Gandaki im Süden des Distrikts. Kunjo liegt am Fuße des Nilgiri Himal.

## Einwohner
Im Jahr 2001 betrug die Einwohnerzahl 725. Bei der Volkszählung 2011 hatte Kunjo 711 Einwohner (davon 374 männlich) in 174 Haushalten.

## Dörfer und Weiler
Kunjo besteht aus mehreren Dörfern und Weilern:
- Chhyo (2420 m ⊙)
- Chyachu (2140 m)
- Deurali (2470 m)
- Khoko  (2620 m)
- Kunjo (2570 m ⊙)
- Pairothapla (1900 m)
- Polche (2462 m)
- Sari (2180 m)
- Titi (2700 m ⊙)